# لوري ماكدونالد
لوري ماكدونالد (بالإنجليزية: Laurie MacDonald)‏ هي منتجة أفلام أمريكية، ولدت في 19 ديسمبر 1953 في واتسونفيل في الولايات المتحدة.

## وصلات خارجية
- لوري ماكدونالد على موقع IMDb (الإنجليزية)
- لوري ماكدونالد على موقع قاعدة بيانات الفيلم (الإنجليزية)